# 2011 في فرنسا
فيما يلي قوائم الأحداث التي وقعت خلال عام 2011 في فرنسا.

## سياسة

### تعيين في المنصب
- 27 فبراير – ألان جوبيه وزير الشؤون الخارجية  [لغات أخرى]‏.
- 28 مارس – ميشال آليو ماري نائب فرنسي.

### انتهاء فترة المنصب
- 1 يناير – راما ياد Permanent Delegates of France to UNESCO ‏.
- 27 فبراير – بريس أورتوفو وزير الداخلية.
- 30 سبتمبر – بيار موروا عضو مجلس الشيوخ الفرنسي.
- 30 سبتمبر – جيرارد لارشيه رئيس مجلس الشيوخ الفرنسي  [لغات أخرى]‏.
- 4 أكتوبر – مصطفى ساهل سفير المغرب لدى فرنسا.

## رياضة
- 1 يناير – دورة فرنسا المفتوحة 2011
- 1 يناير – رالي مونت كارلو 2011
- 27 مارس – غنت-وفلجم 2011 الفائزون دانيلي بيناتي، توم بونن، تايلر فارار.
- 10 أبريل – سباق باريس روبيه 2011 الفائزون Maarten Tjallingii [الإنجليزية]‏، يوهان فانسومرن، فابيان كانسيليرا.
- 28 أغسطس – جي بي واست-فرنسا 2011 الفائزون قريقا بولي، توماس فوكلر، سيمون جيرانس.

## ظهور
- 1 يناير – ويكو علامة تجارية فرنسية للهواتف المحمولة و الهواتف الذكية.

## أفلام
من الأفلام التي صدرت هذه السنة في فرنسا:
- 1 يناير – أزور و أسمر من إخراج Michel Ocelot [الإنجليزية]‏.
- 1 يناير – أنا والأقباط والعذراء من إخراج Namir Abdel Messeeh  [لغات أخرى]‏.
- 1 يناير – أوو، النياندرتال الأخير من إخراج Jacques Malaterre [الإنجليزية]‏.
- 1 يناير – المرأة الحديدية من إخراج Phyllida Lloyd [الإنجليزية]‏.
- 1 يناير – الهجوم السريع من إخراج إليوت ليستير.
- 1 يناير – بيروت بالليل من إخراج دانيال عربيد.
- 1 يناير – جمع الشمل من إخراج Roselyne Bosch [الإنجليزية]‏.
- 1 يناير – جوني إنجلش ريبورن من إخراج أوليفر باركر.
- 1 يناير – دائما براندو من إخراج رضا الباهي.
- 1 يناير – داي أوف ذا فالكون من إخراج جان جاك أنو.
- 1 يناير – زجاجة في بحر غزة من إخراج Thierry Binisti  [لغات أخرى]‏.
- 1 يناير – سوداوية من إخراج لارس فون ترايير.
- 1 يناير – عاشقة من الريف من إخراج نرجس النجار.
- 1 يناير – عمر قتلني من إخراج رشدي زيم.
- 1 يناير – عين النساء من إخراج رادو ميهالينو.
- 1 يناير – كولومبيانا من إخراج Olivier Megaton [الإنجليزية]‏.
- 1 يناير – لاري كراون من إخراج توم هانكس.
- 1 يناير – لو هافر من إخراج أكي كاوريسمكي.
- 1 يناير – لويز فيمر من إخراج سيريل مينيغوين.
- 1 يناير – وهلأ لوين؟ من إخراج نادين لبكي.
- 18 فبراير – غير معروف من إخراج جومي كوليت سيرا.
- 11 مارس – شيفرة مصدرية من إخراج دنكان جونز.
- 11 مايو – الفنان من إخراج ميشيل هازنافيسيوس.
- 16 مايو – التسامح: ذكريات من منزل الدعارة من إخراج برتران بونيلو.
- 1 سبتمبر – الفرسان الثلاثة من إخراج بول أندرسون.
- 5 سبتمبر – سمكري خياط جندي جاسوس من إخراج توماس ألفريدسون.
- 9 سبتمبر – إيليس من إخراج مالجورزاتا سزوموسكا.
- 12 سبتمبر – موت للبيع من إخراج فوزي بنسعيدي.
- 23 سبتمبر – المنبوذون من إخراج أوليفير ناكاش، إيريك توليدانو.
- 2 نوفمبر – القوات الخاصة من إخراج Stéphane Rybojad  [لغات أخرى]‏.
- 23 نوفمبر – خمس كاميرات محطمة من إخراج عماد برناط، Guy Davidi [الإنجليزية]‏.

## برامج ومسلسلات وأنمي
- دكتور مارتن
- لي غينيول دو لانفو

## موسيقى

### ألبومات
من الألبومات التي صدرت هذه السنة في فرنسا:
- 8 مارس – وداعا للتهليل من غناء آفريل لافين.

## وفيات

### يناير
- 8 يناير – أوليغ غرابار (مواليد 1929) مؤرخ فن أمريكي.

### فبراير
- 3 فبراير – إدوار غليسون (مواليد 1928)
- 3 فبراير – ماريا شنايدر (مواليد 1952) ممثلة فرنسية.
- 15 فبراير – فرنسوا نوريسييه (مواليد 1927) كاتب فرنسي.
- 27 فبراير – ماوريسي جويجي (مواليد 1912) لاعب كرة قدم فرنسي.
- 28 فبراير – آني جيراردو (مواليد 1931) ممثلة فرنسية.

### يونيو
- 23 يونيو – كريستيان ديروش نوبلكور (مواليد 1913)

### يوليو
- 26 يوليو – جاك فاتون (مواليد 1925) لاعب كرة قدم سويسري.

### أغسطس
- 9 أغسطس – أدولف هاردي (مواليد 1920)
- 24 أغسطس – جان بيار لو كلارك (مواليد 1949) ممثل فرنسي.

### سبتمبر
- 21 سبتمبر – بولات ديبوست (مواليد 1910) ممثلة فرنسية.

### نوفمبر
- 6 نوفمبر – لوك سيمون (مواليد 1924)
- 22 نوفمبر – دانيال ميتران (مواليد 1924) كاتبة فرنسية.